# Den vackra amerikanskan
Den vackra amerikanskan (franska: La belle americaine) är en fransk komedifilm från 1961 i regi av Robert Dhéry.

## Rollista i urval
- Robert Dhéry - Marcel Perrignon
- Colette Brosset - Paulette Perrignon
- Alfred Adam - Alfred
- Annie Ducaux - Mme. Lucanzas
- Louis de Funès - kommissarie Viralot
- Jacques Fabbri - specerihandlaren
- Eliane D'Almeida - Simone
- Christian Marin - Pierrot